# الصراع السياسي الجامايكي
الصراع السياسي الجامايكي (بالإنجليزية: The Jamaican political conflict)‏، نزاع طويل الأمد بين العناصر اليمينية واليسارية في البلد وكثيرًا ما يفضي إلى نشوب أعمال العنف. كافح حزب العمال الجامايكي (جيه إل بّي) وحزب الشعب الوطني (بّي إن بّي) من أجل السيطرة على الجزيرة لسنوات وأشعل هذا التنافس حربًا حضريةً في كينغستون. يؤمن كلا الطرفين أن الطرف الآخر تديره عناصر أجنبية، ويُقال إن حزب العمل الجامايكي تدعمه وكالة الاستخبارات المركزية الأمريكية، ويقال أيضًا أن الاتحاد السوفيتي وكوبا يدعمان حزب الشعب الوطني.

## التاريخ

### بدايات ما قبل الاستقلال
بحلول عام 1943، كان حزب العمال الجامايكي وحزب الشعب الوطني قد ثبتوا أنفسهم كالأحزاب السياسية المتنافسة الرئيسية لجامايكا الخارجة حديثًا من الاضطرابات العمالية الأخيرة في منطقة البحر الكاريبي. بعد انتخابات عام 1944 أضحى العنف جانبًا شائعًا في تناحرهم. وشرع ألكسندر بوستامانتي في تشجيع الاعتداءات على المتعاطفين مع حزب الشعب الوطني مدعيًا أنهم شيوعيون. بدأ ألكسندر بوستامانتي أيضًا بتلبية احتياجات ناخبيه السياسيين بشكل خاص، مثل منح تأشيرات عمل للمهاجرين على أسس سياسية محاباة له على وجه التحديد.

### تشكيل الحاميات
نالت جامايكا استقلالها عام 1962، وبحلول عام 1963 كانت الأحزاب السياسية تدفع لأعضاء الثقافة الفرعية «رود بوي» للدخول في حرب مع المنافسين السياسيين. وبمجرد وصول حزب العمال الجامايكي إلى السلطة قام بتهديم حزب الشعب الوطني المتعاطف مع الأحياء الفقيرة وبنى مكانها حدائق تيفولي بدءًا من عام 1965. عُهدت رقابة المشروع لإدوارد سيغا وأضحت حدائق تيفولي حامية عسكرية لحزب العمال الجامايكي ليأتي رد حزب الشعب الوطني بتشكيل حامياته الخاصة؛ وهذا ما رسخ أسلوب مجتمعات الحاميات العنيفة في جامايكا. بحلول انتخابات عام 1966 أصبحت الاشتباكات المسلحة أمرًا شائعًا إلى جانب وقوع التفجيرات وكانت النيران تُطلق روتينيًا على الشرطة. أدى ذلك إلى جرح أكثر من 500 شخصًا ومقتل 20 واعتقال 500 آخرين أثناء مداهمات الشرطة.

### تصعيد العنف السياسي
تطور العنف السياسي المتقطع إلى حرب حضرية صريحة على خلفية سلسلة من الاندلاعات العنفية كتمرد هنري، وحادثة حدائق كورال، وأعمال الشغب المناهضة للصين عام 1965، وحالة الطوارئ عام 1966-67، ونهايةً كانت أعمال شغب رودني. شكلت هذه الأحداث النواة لدخول عنصر قومي إثني في السياسة الجامايكية والمزيد من التطبيع للعنف السياسي عمومًا في المجتمع الجامايكي.
أصبح العنف السياسي أمرًا شائعًا في جامايكا. أخذت الأحزاب السياسية ترشي زعماء الجريمة لقاء تلقي دعم العصابات المحلية. بدأت أيضًا وتيرة تهديدات ومحاولات الاغتيال بالازدياد. أقرّ حزب الشعب الوطني عام 1974 تأييده لمبادئ الاشتراكية الديمقراطية. بدأ مرشح حزب الشعب الوطني ميخائيل مانلي التمجيد العلني لفيدل كاسترو. وبرز حزب العمال الجامايكي بوصفه جناح اليمين المناهض لهذا اليسار الجديد الناشئ. وشرعت وكالة الاستخبارات المركزية بتسليح لجان الأمن المحلية التابعة لحزب جيه إل بّي.
بحلول انتخابات عام 1976، قتل أكثر من مئة شخص خلال الصراع وبدأت الأحزاب السياسية بتشكيل فِرقًا شبه عسكرية. وفي عام 1978، قتل الجنود الجامايكيون الرسميون خمسة من مناصري حزب جيه إل بّي. أصبحت موسيقى الريغي صوتًا للسلام في البلد، وأقيمت «حفلة سلام حب واحد» على أمل السلام. وبحلول انتخابات عام 1980، قُتل نحو 844 شخصًا في أعمال عنف سياسية سبقت عملية التصويت.

### الانخراط في تجارة المخدرات
بحلول الثمانينيات، أصبح حزب العمال الجامايكي مسيطرًا على البلاد متبنيًا سياسات ليبرالية جديدة. وبدت العصابات غير راضية عن المصادقات المخففة التي قدمها قادتهم السياسيون، فضلًا عن تجاهل حملات إدراة مكافحة المخدرات لعمليات تهريب الماريجوانا وتجارة الكوكايين. ذهبت هذه العصابات من محدثي النعمة نحو المشاركة بشكل أكبر في حكم مجتمعات الحامية التي تسيطر عليها. عصابة شاور بوس المحابية لحزب (جيه إل بّي) كانت واحدة من هذه العصابات محدثة الثراء، وزودتها وكالة الاستخبارات المركزية بالأسلحة والتدريب والتنقل إلى الولايات المتحدة.

### اضطرابات كينغستون 2010
بعد ضغوط دولية وافقت الحكومة الجامايكية على القبض على زعيم العصابات الشهير كريستوفر كوك. وتكهن البعض في وسائل الإعلام الجامايكية بأن الفترة الطويلة التي استغرقها القبض على كوك جاءت من المساعدة السياسية التي تلقاها رئيس الوزراء بروس غولدينج من كوك. وخلال الغارات ومحاولات القبض على كوك اندلعت عمليات إطلاق نار عنيفة في جميع أنحاء كينغستون من قبل حلفائه للحول دون القبض عليه.

### التطورات الأخيرة
على الرغم من العديد من اتفاقات السلام، مايزال شائعًا أن تدفع الأحزاب السياسية المال للمجرمين مقابل الدعم وتشجع الحاميات شبه العسكرية.